# کرینگ
کرینگ (به فرانسوی: Kering) یا کرین یک شرکت فرانسوی است، که در زمینه طراحی، تولید و توزیع کالاهای لوکس، لوازم ورزشی و نیز مدیریت فروشگاه‌های زنجیره‌ای فعالیت می‌کند.
کرینگ در سال ۱۹۶۳ توسط تاجر فرانسوی؛ فرانسوا پینو تأسیس شد. نخست این شرکت با نام پینو-پرینتمپس-ردوت فعالیت خود را آغاز نمود و در تاریخ ۱۸ مه ۲۰۰۵ نام آن به پی‌پی‌آر تغییر پیدا کرد، که مخفف نام پیشین شرکت بود. نام این شرکت در نهایت در سال ۲۰۱۳ به کرینگ تغییر پیدا کرد. این شرکت هم‌اکنون محصولات خود را در ۱۲۰ کشور عرضه می‌کند.
از شرکت‌های تابعه گروه کرینگ می‌توان به: پوما، گوچی، ردکتس، ایو سن لوران، استلا مک‌کارتنی، بوتگا ونتا، اولیسه ناردین، الکساندر مک‌کوئین و سرجیو روسی اشاره نمود. بخشی از سهام شرکت کرینگ در بازار بورس یورونکست پاریس معامله می‌شود و جزئی از شاخص کاک ۴۰ به‌شمار می‌آید. دفتر مرکزی این شرکت در شهر پاریس قرار دارد.